# Maidstone
Maidstone ist die Hauptstadt der Grafschaft Kent im Südosten Englands, ca. 50 km von London entfernt. Die Stadt ist das wirtschaftliche und administrative Zentrum der Grafschaft und des Borough of Maidstone. Maidstone hat 117.626 Einwohner (Stand 2017) und liegt am Fluss Medway. Der Fluss Len fließt durch die Stadt und mündet unweit davon in den Medway.

## Geschichte
Nach der Charta von 1549 stand Maidstone unter der Verwaltung der anglikanischen Kirche durch den Erzbischof von Canterbury. Nachdem jedoch die Einwohner Maidstones 1554 gegen Königin Maria I. rebellierten und Thomas Wyatt unterstützten, wurde die Charta widerrufen; eine neue wurde 1559 von Elisabeth I. gewährt.
Diese wurde 1619 von König Jakob I. ratifiziert und das Wappen, das einen goldenen Löwen und eine Wiedergabe des Flusses zeigt, wurde entworfen. 1949, aus Anlass der 400-Jahr-Feier, wurde diesem Wappen der Kopf eines weißen Pferdes (er repräsentiert das Motto von Kent, Invicta), ein goldener Löwe und ein Iguanodon (ein Dinosaurier) hinzugefügt. Letzterer weist auf die Entdeckung von Fossilien eines solchen Dinosauriers 1834 hin, die jetzt im Natural History Museum in London gezeigt werden.

## Wirtschaft
Lange Zeit bildeten die landwirtschaftlichen Märkte, Versicherungsmakler und eine große Süßwaren-Fabrik die größten Arbeitgeber der Stadt. Heute pendeln viele Einwohner Maidstones nach London oder arbeiten im Dienstleistungsbereich innerhalb der Stadt. Maidstone verfügt über sehr viel Einzelhandelsfläche sowie über 2 große Einkaufszentren

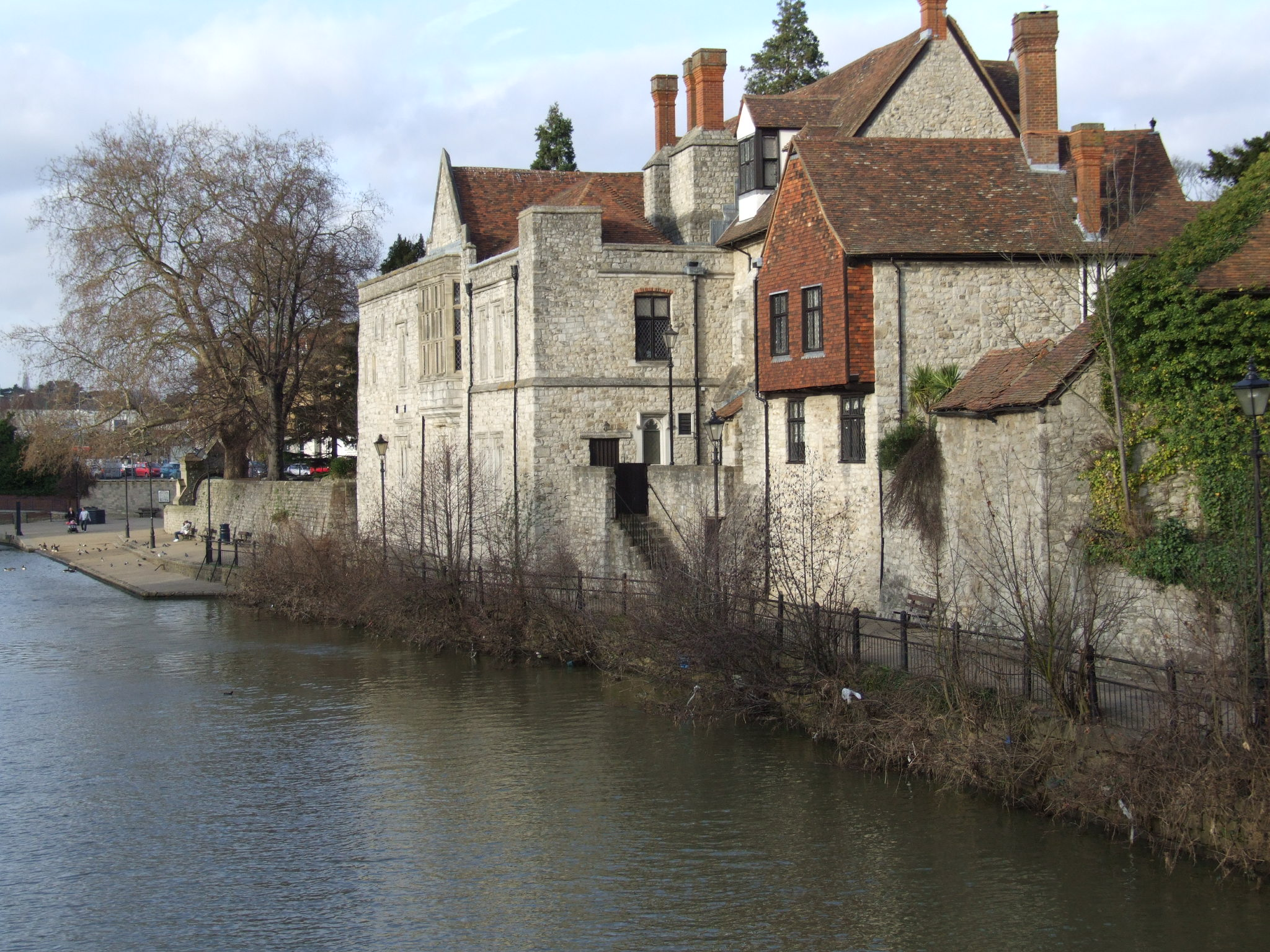
Erzbischofpalast

## Städtepartnerschaft
- Beauvais, Frankreich

## Persönlichkeiten

### Söhne und Töchter
- Richard Woodville, 1. Earl Rivers (um 1405–1469), Militär und Adliger
- William Shipley (1715–1803), Zeichenlehrer, Kunstförderer, Erfinder und Gründer der späteren Royal Society of Arts
- William Alexander (1767–1816), Aquarellmaler, Zeichner, Radierer, Illustrator und Chinareisender
- William Cooper (1849–1939), Cricketspieler
- Tony Hart (1925–2009), Künstler und Fernsehmoderator
- Frank Sando (1931–2012), Langstrecken- und Crossläufer
- Robin Aisher (1934–2023), Regattasegler
- John Broven (* 1942), Musikhistoriker, Autor und Produzent
- Bill Ivy (1942–1969), Motorrad- und Autorennfahrer, Weltmeister 1967 in der 125-cm³-Klasse
- Robert Fisk (1946–2020), Journalist, Auslandskorrespondent der Zeitung The Independent und Buchautor
- Anthony Pawson (1952–2013), Molekularbiologe
- Guy Fletcher (* 1960), Musiker
- Peter Wolfe, alias Wolfman (* 1968), Musiker, Songschreiber und Dichter
- Mackenzie Crook (* 1971), Schauspieler
- Julian Slater (* 1971), Tontechniker
- Tim Reeves (* 1972), Motorradrennfahrer
- Mark Knight (* 1973), Musiker
- Liv Boeree (* 1984), Pokerspielerin
- Danny D (* 1987), Pornodarsteller
- Jack Green (* 1991), Hürdenläufer
- Verity Ockenden (* 1991), Langstreckenläuferin
- Alessia Russo (* 1999), Fußballspielerin
- Harvey White (* 2001), Fußballspieler

### Mit Bezug zu Maidstone
- Dan Abnett (* 1965), Science-Fiction-Autor